# Soustředěná metalace-deprotonace
Soustředěná metalace-deprotonace je jeden z možných mechanismů aktivací vazeb C–H katalyzovaných přechodnými kovy. Spočívají ve štěpení vazeb C–H u substrátů a tvorbě vazeb C–kov přes jediný přechodný stav. Kov se neváže na odštěpený vodík, místo toho je substrát deprotonován karboxylátem nebo uhličitanem.
Tento mechanismus poprvé navrhli S. Winstein a T. G. Traylor v roce 1955 pro acetolýzu difenylrtuti.
Existuje i řada dalších možných mechanismů aktivace vazeb C–H, přičemž soustředěná metalace-deprotonace se objevuje nejčastěji u pozdních přechodných kovů, jako jsou PdII, RhIII, IrIII a RuII.
Tímto způsobem se aktivují vazby C-H u arylových, alkylových, a alkenylových sloučenin. Výzkum takto probíhajících reakcí vedl k rozvoji nových způsobů funkcionalizace vazeb C–H, zejména pak přímých arylací a alkylací pomocí palladia či ruthenia.

## Mechanismus
Soustředěná metalace-deprotonace začíná u pozdního přechodného kovu, jako je PdII, který může, ale nemusí, být navázán na karboxylátový anion. U přechodného stavu se vytvoří částečná vazba uhlík-kov a také dojde k částečné protonaci karboxylátu. Ve stejném okamžiku se začnou štěpit vazby kov–karboxylát, jak je u vazeb uhlík–vodík, které jsou aktivovány, běžné. Ve srovnání s jinými způsoby, jako jsou oxidační adice vazby C–H na kov mívá tento mechanismus často nižší energii.

## Historie
V roce 1955 vydali S. Winstein a T. G. Traylor studii mechanismu acetolýzy organických sloučenin rtuti. Navrhli několik možných mechanismů, které poté vyřazovali na základě kinetických dat. Údajům nejlépe vyhovovala soustředěná metalace s deprotonací.
Metalace organických vazeb C–H byly v roce 1968 J. M. Davidsonem a C. Triggsem rozšířeny ze rtuti na palladium, po zjištění, že octan palladnatý reaguje s benzenem v kyselině chloristé a octové za vzniku bifenylu, Pd0, a 2 ekvivalentů kyseliny octové, přes organopalladiový meziprodukt.
První mechanistické studie naznačily, že nejvhodnější, palladiovým prekatalyzátorem je, v důsledku přítomnosti octanové skupiny, octan palladnatý. V roce 2021 byla použita infračervená spektroskopie, kterou měly být zaznamenány meziprodukty účastnící se přenosu protonu z kyseliny octové na metalovaný ligand, což je mikroskopická obdoba soustředěné metalace-deprotonace.

## Příklady
Soustředěná metalace-deprotonace jsou nejpravděpodobnější u soustav, které jsou za nepřítomnosti karboxylových kyselin a zásad méně reaktivní nebo nereagují vůbec; sem patří také reakce sp3-hybridizované vazby C–H, kterou v roce 2007 popsali Keith Fagnou et al. jako vnitromolekulární cyklizaci využívající palladiový katalyzátor.
Další příklad, katalyzovaný rutheniem, kdy přímá metalace probíhá jako soustředěná metalace-deprotonace, popsala v roce 2018 skupina, kterou vedl Igor Larossa. Rutheniový katalyzátor umožňuje použití mnoha různých funkčních skupin, přítomných u substrátů pozdních fází syntéz farmaceuticky významných biarylů.

## Význam karboxylátů
Mnoho reakcí aktivujících vazby C–H, zejména ty, u kterých se používají pozdní přechodné kovy, vyžaduje přítomnost karboxylátů nebo uhličitanů. Potřeba těchto reaktantů často naznačuje, že reakce probíhá prostřednictvím soustředěné metalace-deprotonace; aby reakci bylo možné zařadit do této skupiny, tak ale nemusí být karboxylát či uhličitan navázaný na kov.
Obvyklými zdroji karboxylátových iontů jsou kyselina pivalová, kyselina octová, a kyselina benzoová.